# Ернесто Момбели
Ернесто Момбели (1867–1932) е италиански офицер, командир на Македонския експедиционен корпус на Кралство Италия в състава на Съглашенската Източна армия на Солунския фронт през Първата световна война. Командва 35-а пехотна дивизия от 24 май 1917 до края на 1918 г. Участва в Офанзивата при Вардар. По време на Окупацията на Цариград посещава италианските войски в Пловдив през 1919 г., а през март 1923 г. закратко е комендант на Съюзническата армия в Цариград.
Губернатор е на Киренайка от средата на 1924 година до декември 1926 година. Участва в Съюзническата мисия в Унгария, заради което е награден с орден от президента на САЩ.